# Euan Henderson
Euan Henderson, škotski igralec snookerja, * 30. junij 1967.
Henderson se je v svoji dvanajstletni igralski karieri le enkrat prebil v finale jakostnih turnirjev, to mu je uspelo leta 1996 na turnirju Grand Prix, čeprav ni na turnirju izločil nobenega velikega imena tistega časa, kar gre tudi pripisati dejstvu, da je v polfinalu premagal Valižana Marka Bennetta, ki je predtem porazil Chrisa Smalla, Petra Ebdona, Steva Davisa in Tonyja Draga. Po zmagi nad Bennettom (6-3) se je Henderson v finalu pomeril z Markom Williamsom. Henderson se je na začetku dobro upiral in še povedel s 3-2, nato pa je Williams prevzel vajeti igre v svoje roke in dvoboj zanesljivo pripeljal do konca, izid je bil 9-5. Ta turnir je poleg dveh presenetljivih polfinalistov (Bennetta in Hendersona) napolnil naslovnice britanskih časopisov tudi zaradi izpada glavnih favoritov (Stephena Hendryja, Ronnieja O'Sullivana, Johna Higginsa, Nigela Bonda in Petra Ebdona) že v prvem krogu.
Po tem obetavnem dosežku je Hendersonova kariera hitro zapadla v povprečje. V karieri se je uspel le enkrat uvrstiti na Svetovno prvenstvo, in sicer leta 1996, ko je v prvem krogu izpadel proti Jimmyju Whitu z 9-10. Dvoboj proti Whitu je zanimiv tudi zaradi dejstva, da je Henderson dosegel več točk od nasprotnika, s čimer se je v zgodovino zapisal kot prvi igralec, ki ima na prvenstvu pozitivno razmerje doseženih in prejetih točk kljub nobenemu dobljenemu dvoboju.  Ta neslavni rekord je leta 1999 dosegel tudi Anthony Hamilton, a se je nato kasneje redno uvrščal na prvenstvo in se trikrat uvrstil v četrtfinale, zato Henderson do nadaljnjega ostaja edini nosilec tega rekorda.
Henderson se je leta 2003 upokojil od aktivne igralske kariere in postal policist. Bil je priča na poroki prijatelja, danes prav tako upokojenega igralca Chrisa Smalla.